# الفارس والجبل
الفارس والجبل هو فيلم تراجيدي عراقي، أنتج عام 1987.

## قصة الفيلم
تتعرض قرية حدودية في أثناء الحرب العراقية الإيرانية لشرور بسبب الحرب من وجهة نظر شاب يتطلع إلى واقع قريته في ظل هذه الحرب الطاحنة، ويتجسد الإحساس بوقائع الحرب في الحوارات التي تجرى بين أبناء القرية الذين رغم تعرضهم للقصف فهم يعيشون حياة طبيعية ويقيمون الأفراح.

## طاقم العمل
- رياض شهيد
- أسعد عبد الرزاق
- سامي عبد الحميد
- يوسف العاني
- خليل شوقي
- فاطمة الربيعي
- مقداد عبد الرضا
- سهير أياد
- طالب الفراتي
- هاني هاني
- غازي التكريتي
- فاضل جاسم
- قاسم الملاك
- غازي القيسي
- ريكاردوس يوسف
- فاضل خليل
- عبد علي اللامي
- ضياء البياتي
- شكري العقيدي
- عزيز خيون
- عز الدين طابو
- أثمار خضر
- أميرة جواد
- غزوة الخالدي
- جواد الشكرجي
- قاسم محمد
- محمود أبو العباس
- عادل كاظم
- خليل عبد القادر
- صادق علي شاهين
- إبراهيم جلال
- سناء عبد الرحمن
- طعمة التميمي
- راسم الجميلي
- مناف طالب
- فؤاد شهيد
- زاهر الفهد
- جعفر علي

## وصلات خارجية
- الفارس والجبل على موقع قاعدة بيانات الأفلام العربية